# Landmvrks
Landmvrks (gestileerd geschreven als LANDMVRKS) is een Franse metalcore-band afkomstig uit Marseille. De band werd in 2014 opgericht door Florent Salfati, Nicolas Esposito, Rudy Purkat, Nicolas Soriano en Thomas Lebreton en bracht eerste enkele nummers online uit, waarna ze hun eerste album Hollow zelfstandig uitbrachten in 2016. De band trad op meerdere kleine festivals in Nederland op en stond in 2019 als het voorprogramma van While She Sleeps in de Melkweg in Amsterdam.

## Bezetting
Huidige leden
- Florent Salfati - zang (2014 - heden), (2014 - gitaar, bas)
- Nicolas Esposito - gitaar (2014 - heden)
- Rudy Purkat - bas (2014 - heden)
- Paul Cordebard (2017 - heden)
- Kevin D'agostino (2019 - heden)

Voormalige leden
- Thomas Lebreton - gitaar (2014-2017)
- Nicolas Soriano - drums (2014-2019)

## Discografie[3]
Albums
- 2016 - Hollow
- 2018 - Fantasy
- 2019 - Live at Espace Julien, Marseille
- 2021 - Lost in the Waves
- 2025 - The Darkest Place I've Ever Been

Singles
- 2017 - Fat Lip
- 2018 - Fantasy
- 2018 - Scars (met Florestan Durand)
- 2018 - Blistering
- 2018 - Reckoning (met Aaron Matts)
- 2018 - The Worst of You and Me